# 진양옥
진양옥(중국어 정체자: 秦良玉, 병음: qín liáng yù 친량위[*])은 명청전쟁 시기 현 중화인민공화국 쓰촨성을 중심으로 활동하던 명나라의 여장군으로, 제28대 석주토사이다. 자는 정소(貞素), 시호는 충정(忠貞), 작위는 충정후(忠貞侯)이다.
진양옥은 양홍옥, 하옥봉 및 전설적인 화목란과 함께 중국에서 가장 유명한 여전사 중 한 명으로, 이들 중 이례적으로 관작을 하사받고 24사에 기록된 유일한 여장군으로서 명사 열전에 그녀의 이름이 실려있다.
뛰어난 무력을 지닌 동시에 시문을 좋아하는 등 교양에도 일가견이 있었던 그녀는 남편인 석주선무사 마천승과 함께 물푸레나무로 만든 장창인 백간창으로 무장한 백간병을 엄격한 규율로 이끌었으며, 마천승 사후 그의 직위와 부대를 승계받아 전장에 복무하며 명 내부의 농민 반군 및 외부의 만주족과 계속된 싸움을 벌였고 그 과정에서 숭정제에게 그 공로를 인정받아 네 수의 시와 충정후(忠貞侯)라는 후작위를 하사받았다. 1644년 이자성의 난으로 명이 멸망하고 망명 정권인 남명이 수립된 이후에는 남명에 충성을 바치며 전장에 복무하다 1648년 74세의 나이로 사망하였다.
오늘날 충칭시 중현에는 진양옥의 동상이 세워져 있으며, 충칭시 스주현의 한 박물관에 생전에 그녀가 사용한 무기와 갑옷이 전시되어 있다. 그녀는 목계영과 함께 문의 여신으로 숭배되기도 한다.

## 생애

### 어린 시절
진양옥은 만력 2년 정월 초이틀(1574년 1월 24일) 신시에 사천 충주 명옥계에서 묘족 가족의 딸로 태어났다. 진양옥의 부친인 진규(秦葵)는 과거에 합격해 공생(貢生)의 자리에 올랐던 사람으로 독서를 좋아하고 특히 병법에 능통하였으며, 세 자녀들 중 진양옥을 제일 총애했다. 진양옥이 태어난 지 얼마 지나지 않아 도적이 벌떼처럼 일어나자 진규는 두 아들인 진민병과 진방병에게 "천하에 큰 일이 있을 것이다. 너희들이 사직을 보필할 수 있어야 진정으로 나의 아들이라 할 수 있다"고 말했으며, 한편으로 진양옥에게는 "여자는 연약하니 도적들의 어육이 되지 않도록 병법을 익혀야 한다"라고 말했다. 이처럼 진규는 소녀들 역시 소년들과 같은 교육을 받아야 한다는 신념을 지니고 있었으며, 따라서 민평과 방평뿐만 아니라 양옥에게도 역사와 유교 고전 및 무술을 가르쳤다. 그 결과 진양옥은 다른 형제자매보다 더 깊이 무술을 배우며 점차 궁술과 승마에 능숙해졌고 이에 진규가 병법까지 전수하자 곧 병법에도 숙달하였으며, 시 짓는 솜씨로도 유명해졌다. 이렇듯 진양옥이 능숙하게 병법 및 무술을 익히자 진규는 "형제들 중 누구도 그녀와 견주지 못하니 양옥이 남자가 아닌 것이 참으로 안타깝다."라고 말했으며, 이에 양옥은 "금산금차를 어찌 맛보겠습니까! 아들이 병사들을 장악해야 하며, 부인성이나 낭자군은 도리가 없습니다."라고 대답했다.

### 마천승과의 혼인
만력 23년(1595년)에 당대 석주선무사 겸 석주토사 자리를 대행하던 석주토사부인 담씨의 아들 마천승(馬千慕)이 진양옥을 흠모하여 진가(秦家)에게 혼담을 꺼내자 진규(秦答应)가 승낙해 두 사이의 결혼이 이루어졌다. 이들 부부는 좋은 결혼 생활을 했고 마천승은 종종 그녀의 조언을 구하기도 했다. 진양옥은 성 주위에 수재의 발생을 막고 경작지에도 물을 댈 수 있게 하는 기반시설 역할을 하는 인공하천인 옥대하를 설치하고 축대를 쌓아서 홍수 피해를 방지하는 등 치수에 힘썼다. 또한 진양옥은 군사에도 관심을 기울여 남편 마천승과 함께 석주에 가뭄의 영향을 덜 받는 옥수수를 심어 자체적인 역량과 보급을 갖추게 하는 한편 자신이 물푸레나무로 만든 창인 백간창으로 백성들이 평소에는 생업에 종사하다 비상시에 전투에 나설 수 있도록 훈련시켜 백간병을 양성하였는데, 창날과 그 반대쪽에 각각 갈고리와 단단한 철고리가 달린 백간창을 들고 있는 것이 특징이며, 전투시 흰색 막대의 갈고리를 자르고 당기거나 철제 고리를 망치 무기로 사용할 수 있었으며, 전방에 경지가 가파른 산을 만났을 때에도 창의 갈고리와 철고리를 연결하여 평지를 걷는 것처럼 재빠르게 올라갈 수 있었다. 이렇게 백간병 부대를 양성한 진양옥 부부는 이들 백간병들을 이끌고 명나라 남서쪽 경계에서 지역 군벌과의 소규모 전투에 동참하였다.

### 파주의 역
만력 27년(1599년) 파주토사 양응룡이 귀주에서 난을 일으켰을 때 이를 진압하기 위해 마천승은 3,000명의 백간병을 데려왔고 진양옥은 500명을 데려와 등관을 수비하였다. 이듬해 양응룡이 명군 진영에 연회가 열린 틈을 노려 기습을 개시하자 진양옥 부부는 선봉에 서서 그를 물리쳤으며, 그 후 다른 장군들과 힘을 합쳐 양응룡의 난을 완전히 진압하였다. 이 과정에서 진양옥은 남천로에서 제일 큰 군사적 전공을 거두었지만 조정에 자신의 전공을 보고하지 않았다.

### 마천승의 석주토사직 계승
만력 41년(1613년) 마천승이 유력 환관인 구성운(邱乘雲)을 모욕했다는 누명을 쓴 채 체포되어 투옥된 후 옥사하였는데, 본래라면 이들 부부에서 난 아들인 마상린이 아버지의 뒤를 이어 석주의 선무사 겸 토사가 되어야 했으나 당시 마상린이 워낙 어렸기에 어머니인 진양옥이 아들 대신 마천승의 석주토사직과 백간병 부대를 이어받았다.

### 혼하 전투
태창 1년(1620년) 후금의 누르하치가 요동을 공격하자 조정에서 진양옥에게 3급 관복을 하사하고 군대를 파견하도록 명령하였으며, 이에 진양옥은 오빠 진방병 및 남동생 진민병에게 백간병 3천명을 내주어 요동으로 출병시키고 그녀 자신은 아들 마상린과 함께 산해관에 주둔하며 요동군에게 보급품을 조달하기 위해 군량과 군마를 모았다. 천계 1년(1621년)에 후금에게 함락된 심양을 수복하기 위해 혼하를 건너던 진방병과 진민병이 후금군과 만나며 혼하 전투가 일어났는데, 이 과정에서 진방평과 진민평의 백간병 부대는 후금 팔기군의 공격을 3번이나 격퇴하지만 결과적으로 전투에서 패하며 진방병을 포함한 2,000명 이상의 백간병이 전사하였으며, 진양옥은 혼하 전투에서 살아남은 진민병을 포함한 소수의 백간병들과 합류한 후 후금군이 물러갈 때까지 산해관을 굳게 수비하였다. 이후 후금군이 물러가자 천계제는 진양옥을 칭찬하며 그녀에게 2품의 관직과 관복을 하사하였으며, 그녀가 혼하 전투에서 사망한 동생 진방병과 유족에 대한 보상을 조정에 요구하자 이를 수락하며 진방병이 도독승사로 추증되고 유족에게도 해당 관직이 세습되었다. 그 후 진양옥은 사천성의 병력을 징집하라는 명을 받아 사천으로 귀환하였다.

### 사안의 난
같은 해에 사천과 귀주에서 안방언과 함께 사안의 난을 일으킨 사숭명이 자신에게 항복을 권유하려 사자를 보내자 진양옥은 사자의 목을 베었으며, 9월에 사숭명의 반란을 토벌하려 진격해 성도의 신도를 수복하고 사숭명을 크게 물리쳤다. 이에 천계제는 그녀를 사천도독첨사, 사천총병관으로 임명하고 일품부인에 봉하였다.
그 다음해인 천계 2년(1622년)에 진양옥은 성도의 포위를 풀고 중경으로 돌아가 이랑관, 불도관을 비롯해 중경을 수복하였으며, 천계 3년(1623년)에 오빠 진민병, 조카 진익명, 진전명을 이끌고 출전하여 사숭명에게 대승을 거뒀지만, 이듬해 안방언과의 전투에서 그녀의 오빠인 진민병이 전사하였다.

### 기사의 변
숭정 2년(1630년) 후금군이 명나라 수도 북경을 포위하며 기사의 변이 일어났는데, 이때 각지의 세력이 숭정제의 근왕령에 응하지 않은 채 4개의 성이 떨어지고, 절체절명의 상황에 놓여 있을 때 그녀만이 사천성에서 군대를 이끌고 와 수도를 방어하였다. 그 후 진양옥은 숭정제에게 소환되어 그녀의 위업을 기리는 4개의 시를 하사받았으며, 황제에게 4성의 회복을 명령받은 채 귀환한 후 수많은 적들을 퇴치하였다.

### 장헌충의 난
숭정 6년(1634년) 장헌충이 반군을 이끌고 사천을 침략하자 진양옥은 그녀의 아들 마상린(馬祥麟)과 함께 군대를 이끌고 출정하여 장헌충을 격퇴하였으며, 이후 그 공을 인정받아 이품고명부인에 봉해졌다. 숭정 9년(1637년)에는 장헌충을 격습해 장헌충의 군대에 큰 피해를 입히고 수괴인 장헌충에게는 큰 부상을 입히기도 하였다. 숭정 12년(1640년)에는 나여재의 반군에게 심각한 타격을 입혔으며, 또 다른 반군 지휘관 중 하나인 동산호를 격습해 그를 포함한 600명의 반군들을 참수하기도 하였다. 숭정제는 진양옥이 명나라에 기여한 공로를 인정해 그녀에게 "충정후(忠貞侯)"라는 후작위와 태자태보(太子太保)라는 관직을 수여하였다. 같은 해부터 사천순무 소첩춘과 함께 또다시 장헌충 토벌 작전에 임하지만 진양옥의 계책을 다른 무장들이 받아들이지 않는 등 여러 요인이 겹쳐 상당한 고전을 겪었으며, 숭정 16년(1644년) 봄에는 장헌충의 군대가 귀주를 공격하자 진양옥은 지원군을 이끌고 명나라 군대를 도왔지만 장헌충에게 수적 열세로 밀리는 동시에 소첩춘의 잘못된 판단이 겹쳐 결국 대패하며 백간병들이 궤멸당했고 진양옥은 단기필마로 탈출해 사천성으로 후퇴하였다. 그 후 장헌충이 사천을 장악하지만 자신의 근거지인 석주만은 끝까지 방어해냈으며, 부하들에게 장헌충을 추종하는 것을 금지시켰다.

### 말년과 죽음
같은 해인 1644년에 이자성의 난이 일어나며 이자성이 반군을 이끌고 명의 수도 북경을 함락하면서 명나라는 멸망하였으며, 이때 잔존한 명 세력이 강남에 남명이라는 망명 정권을 수립하자 진양옥은 남명 정권에 충성을 바쳤다. 석주의 일부를 통제하던 진양옥은 농업 자급자족 정책을 실시해 약 100,000명의 난민이 정착할 수 있도록 도왔으며, 1646년 명목상의 황제였던 융무제로부터 태자태보 및 사천초토사로 임명되고 충정후에 봉해졌다. 이후 죽을 때까지 장헌충과 청군에 맞서 남명 정권을 수호하기 위한 싸움을 계속하다 영력 2년(1648년) 충칭에서 74세의 나이로 사망하여 충정(忠貞)이라는 시호를 수여받고 오늘날 충칭시 스주현 다허구 야춘촌에 매장되었다.

## 같이 보기
- 석주토사
- 마천승
- 마상린
- 장봉의
- 진익명
- 백간병
- 장헌충
- 심운영

### 주해
1. ↑  난리나 재해에 일어난 지역의 민심을 안정시키기 위해 파견되는 관리로서, 명나라에서는 토사에게 선무사 직책이 세습되는 경우가 있었다.
2. ↑  황제군이 열세에 빠졌을 때, 황제를 구하기 위해 지방에서 원군을 내는 명령.
3. ↑  황태자의 교육을 맡는 벼슬.

### 참조주
1. ↑  Louise P Edwards (2001). 《Men and Women in Qing China: Gender in the Red Chamber Dream (Sinica Leidensia)》. University of Hawaii Press. 87쪽. ISBN 978-0824824686.
2. ↑  《明史·秦良玉传》：良玉为人饶胆智，善骑射，兼通词翰，仪度娴雅。而驭下严峻，每行军发令，戎伍肃然。所部号白杆兵，为远近所惮.
3. 1 2  Peterson 2000, 306쪽.
4. ↑  Peterson 2000, 307쪽.
5. ↑  《萇楚齋隨筆》，作者劉聲木。
6. ↑  明史卷三百一十二　列傳第二百　四川土司二
7. 1 2 3 4  “중국학 위키백과 진양옥”. 《chinesewiki.uos.ac.kr》.
8. ↑  “女将秦良玉：崇禎寫詩讚她"鴛鴦袖裡握兵符"”. 《北京日報》. 2010년 4월 26일. 2021년 5월 7일에 확인함.
9. ↑  滕新材; 張春花 (2012年11月). “明史秦良玉傳與女傑秦良玉演義比較研究”. 《三峽大學學報》 34 (6).
10. ↑  “長城英烈：女英雄秦良玉”. 《《渤海内刊》2016年07總第31期》. 2017년 7월 24일. 2019년 6월 8일에 원본 문서에서 보존된 문서. 2021년 5월 7일에 확인함.
11. 1 2 3 4  “네이버 지식백과 중국인물사전 진양옥”.
12. ↑  Belsky 2005, 127쪽.
13. ↑  ^ 第二首のみを記録したものとして、『明詩綜』巻一、荘烈愍皇帝、賜石砫土司秦良玉の条などがあげられる。「蜀錦征袍手製成、桃花馬上請長纓。世間不少竒男子、誰肯沙場萬里行。」 詩全体についてはいくつかのバージョンがあり、これを記録したものを成書年代順に列挙すると次のとおりである。明・王世徳『崇禎遺録』。「四川石砫土司女帥秦良玉帥師勤王、召見賜綵幣羊酒銀牌御製四詩旌之。学就四川八陣図、鴛鴦袖内握兵符。古来巾幗甘心受、何必将軍是丈夫。西蜀征袍自剪成、桃花馬上請長纓。 世間多少奇男子、誰肯沙場万里行。露宿饑餐誓不辞、飲将鮮血帯臙脂。凱歌馬上清吟曲、不是昭君出塞時。慿将箕帚掃妖奴、一派歌声動地呼 。試看他年麟閣上、丹青先画美人図。」乾隆『石柱廳志』、承襲志。(以下全て秦良玉史料編纂委員会編『秦良玉史料集成』（四川大学出版社、１９８７）１４３－１４５頁より転載）「一曰：学就西川八陣図、鴛鴦袖里握兵符。由来巾幗甘心受、何必将軍是丈夫。二曰：蜀錦征袍自剪成、桃花馬上請長纓。世間多少奇男子、誰肯沙場万里行。三曰：露宿風餐誓不辞、嘔將鮮血代臙脂。北来高唱勤王曲、不是昭君出塞時。四曰：憑将箕箒作蝥弧、一片歓声動地呼。試看他年麟閣上、丹青先画美人図。」道光『補輯石柱廳新志』、芸文下、第十二。「明荘烈帝賜秦良玉詩四章。学就西川八陣図、鴛鴦袖里握兵符。由来巾幗甘心受、何必将軍是丈夫。 蜀錦征袍手制成、桃花馬上請長纓。世間多少奇男子、誰肯沙場万里行。 露宿風餐誓不辞、嘔將心血代臙脂。北来高唱勤王曲、不是昭君出塞時。憑将箕箒<三字缺>、一派歓声動地呼。試看他年麟閣上、丹青先画美人図。」 これ以外に、郭沫若が「関于秦良玉的問題」において示した別バージョンも存在し、『石柱庁志』『補輯石柱庁新志』よりも『崇禎遺録』に近しい部分もあるが、独自の部分もあり、郭はそれらの部分の典拠を示していない。「明思宗平台賜良玉詩四首。学就西川八陣図、鴛鴦袖里握兵符。由来巾幗甘心受、何必将軍是丈夫。 蜀錦征袍手剪成、桃花馬上請長纓。世間多少奇男子、誰肯沙場万里行。胡虜飢餐誓不辞、飲將鮮血代臙脂。凱歌馬上清吟曲、不是昭君出塞時。憑将箕箒掃虜胡、一派歓声動地呼。試看他年麟閣上、丹青先画美人図。」
14. ↑  王萦绪《石砫厅志》载：“（崇祯）十三年五月，流贼罗汝才等复犯夔州，闻良玉兵至，反走。良玉先锋将谭稳已潜出贼后马家寨击之，斩首七百三十三级。都司秦篆又邀之留马垭，斩其魁东山虎，生擒贼三十三名。裨将秦永祚伏兵水口遮击，斩首五百余级，未渡者北遁。秦翼明会别将张令追至谭家坪，斩首一千一百七八十级，贼披靡逃窜，贼首小秦王、过天星皆降。”
15. ↑  《明史》列传第一百五十八：张献忠尽陷楚地，将复入蜀。良玉图全蜀形势上之巡抚陈士奇，请益兵守十三隘，士奇不能用。复上之巡按刘之勃，之勃许之，而无兵可发。十七年春，献忠遂长驱犯夔州。良玉驰援，众寡不敌，溃。及全蜀尽陷，良玉慷慨语其众曰：「吾兄弟二人皆死王事，吾以一孱妇蒙国恩二十年，今不幸至此，其敢以馀年事逆贼哉！」悉召所部约曰：「有从贼者，族无赦！」乃分兵守四境。
16. ↑  Peterson 2000, 311쪽.
17. ↑  佘惠敏 (2004年1月1日). 《《仕女‧第九章 封侯將軍秦良玉：鴛鴦袖里握兵符，何必將軍是丈夫》》 (중국어). 中華人民共和國: 山東畫報出版社. 第156頁쪽. ISBN 9787806038062. 2022年6月22日에 원본 문서에서 보존된 문서. 清順治三年（1646年），福州的隆武帝派使節到石柱，加封秦良玉「太子太保忠貞侯」爵，賜「太子太保總鎮關防」印，征秦良玉所部兵馬抗清。年過古稀的秦良玉毅然接受隆武政權的封號，舉起了「復明抗清」的旗幟。即清世祖順治將啟行時，福州失陷，隆武政權滅亡。

## 참고 문헌
- Belsky, Richard (2005). 《Localities at the center: native place, space, and power in late imperial Beijing》. Harvard University Press.
- Peterson, Barbara Bennet (2000). 《Notable Women of China: Shang Dynasty to the Early Twentieth Century》. M.E. Sharpe.
- Edwards, Louise P (2001). 《Men and Women in Qing China》. Hawai'i Press.
- 장정옥 (1739). 《명사 진양옥전》.
- “네이버 지식백과 중국인물사전 진양옥”.